# Midilinae
De Midilinae zijn een onderfamilie van vlinders of Lepidoptera uit de familie van de grasmotten of Crambidae. Deze onderfamilie is in 1958 beschreven door Eugene Gordon Munroe. De onderfamilie bevat 10 geslachten met 57 soorten. De soorten van deze onderfamilie vertonen een opvallend vlekkenpatroon, hebben brede vleugels en zijn vaak relatief groot, waarbij sommige soorten oppervlakkig kunnen lijken op Saturniidae. Van de 57 soorten komen 50 soorten alleen in Midden- en Zuid-Amerika voor. De soorten van de geslachten Dolichobela en Styphlolepis komen alleen in Australië voor.

## Geslachten
Tussen haakjes staat het aantal soorten binnen het geslacht.
- Cacographis Lederer, 1863 (3)
- Dismidila Dyar, 1914 (12)
- Dolichobela Turner, 1932 (1)
- Eupastranaia Becker, 1973 (3)
- Gonothyris Hampson, 1896 (1)
- Hositea Dyar, 1910 (5)
- Midila Walker, 1859 (24)
- Odilla Schaus, 1940 (1)
- Phryganomima Hampson, 1917 (1)
- Styphlolepis Hampson, 1896 (6)